# Erarik
Erarik (preminuo 541.) nakratko je bio ostrogotski kralj. On je bio izabran kao najugledniji Rugijac u ostrogotskoj konfederaciji.  Goti su bili ljuti zbog drskosti Rugijaca, no bez obzira na to, priznali su ga za kralja. On je sazvao skup na kojem je trebalo odlučiti da ostrogotska konfederacija sklopi mir s bizantskim carem Justinijanom I. Velikim. Ostrogoti su se protivili prekidu rata s Bizantom za vrijeme pregovora te su umjesto toga izabrali za kralja Hildebadova nećaka Totilu. Nakon njegova petomjesečna kraljevanja, Erarika su uskoro ubili Totiline pristaše.